# 托尼·理查德森
塞西尔·安东尼奥·“托尼”·理查森（Cecil Antonio "Tony" Richardson，1928年6月5日—1991年11月14日）是一位英国舞台剧和电影导演暨制片人。他与瓦妮莎·雷德格瑞夫在1962年结婚，两人有两个女儿，娜塔莎和朱莉·理查森。
托尼曾因执导电影《汤姆·琼斯》而获得第36届学院奖导演奖，1991年他因艾滋病去世，终年63岁。

## 早年生活
托尼·理查森于1928年6月5日出生于约克郡的希普利，他的母亲叫艾尔茜·艾凡斯（Elsie Evans），父亲叫克萊伦斯·亞伯特·理查森（Clarence Albert Richardson），是一位化学家:1-5。学生时候的托尼成绩优异，曾以第一名的成绩进入牛津大学就读。

## 个人生活
托尼·理查森曾与瓦妮莎·雷德格瑞夫在1962年结婚，之后于1967年离婚。他们有两个女儿娜塔莎·理查森（1963——2009）和朱莉·理查森（1965年出生），两人都成了演员。他是为法国女演员让娜·莫罗而离开了瓦妮莎，但两人之后却并未成婚。1972年他与一位英国政治家乔·格里蒙德的女儿格里泽达·格里蒙德（Grizelda Grimond）有过一段关系，1973年，两人的女儿凯瑟琳·格里蒙德出世:233。
托尼·理查森是一位双性恋，但他在得知自己感染了AIDS之前从来没有对外公布过，1991年11月14日，他因艾滋病并发症去世，终年63岁:142。

## 电影作品
- 《妈妈不让（英语：Momma Don't Allow）》（1955年）
- 《愤怒回眸（英语：Look Back in Anger (film)）》（又译《少妇怨》，1959年）
- 《艺人（英语：The Entertainer (film)）》（1960）
- 《恨海情天（英语：Sanctuary (1961 film)）》（1961）
- 《蜜的滋味（英语：A Taste of Honey (film)）》（又译《甜言蜜语》，1961）
- 《长跑者的寂寞（英语：The Loneliness of the Long Distance Runner (film)）》（1962）
- 《汤姆·琼斯》（1963）
- 《苦恋（英语：The Loved One (film)）》（又译《荒唐世界》，1965）
- 《家庭教师（英语：Mademoiselle (1966 film)）》（1966）
- 《红与蓝（英语：Red and Blue (film)）》（1967）
- 《直布罗陀水手（英语：The Sailor from Gibraltar (film)）》（1967）
- 《轻骑兵的冲锋（英语：The Charge of the Light Brigade (1968 film)）》（又译《英烈传》，1968）
- 《黑暗中的笑声》（1969）
- 《哈姆莱特（英语：Hamlet (1969 film)）》（1969）
- 《内德·卡利（英语：Ned Kelly (1970 film)）》（1970）
- 《人海万花筒（英语：A Delicate Balance (film)）》（又译《脆弱的平衡》，1973）
- 《生死賽馬（英语：Dead Cert (1974 film)）》（1974）
- 《约瑟夫·安德鲁斯（英语：Joseph Andrews (film)）》（又译《年轻人》，1977）
- 《杀母疑案（英语：A Death in Canaan）》（1978）
- 《强渡魔鬼关（英语：The Border (1982 film)）》（又译《飞越封锁线》/《边界》，1982）
- 《新罕布什尔酒店（英语：The Hotel New Hampshire (film)）》（又译《故事》/《梦幻成真》/《苏丝姑娘》，1984）
- 《刑罚阶段（英语：The Penalty Phase (television film)）》（电视电影，1986年）
- 《夜航西飞（英语：Beryl Markhan: A Shadow on the Sun (television film)）》（电视电影，1988）
- 《诱惑男女（英语：Women and Men: Stories of Seduction (television film)）》（电视电影，1990）
- 《剧院魅影（英语：The Phantom of the Opera (1990 miniseries)）》（电视剧，1990）
- 《蓝色天空（英语：Blue Sky (film)）》（又译《蓝天》/《芳心的放纵》，1994）